# Etxauri
Etxauri là một đô thị trong tỉnh và cộng đồng tự trị Navarre, Tây Ban Nha. Đô thị này có dân số là 437 người. Đô thị Etxauri có diện tích 13,64 km2, nằm ở độ cao m trên 412 mực nước biển.

## Biến động dân số
| Biến động dân số theo thời gian | Biến động dân số theo thời gian | Biến động dân số theo thời gian | Biến động dân số theo thời gian | Biến động dân số theo thời gian | Biến động dân số theo thời gian | Biến động dân số theo thời gian | Biến động dân số theo thời gian | Biến động dân số theo thời gian | Biến động dân số theo thời gian | Biến động dân số theo thời gian |
| 1996                            | 1998                            | 1999                            | 2000                            | 2001                            | 2002                            | 2003                            | 2004                            | 2005                            | 2006                            | 2007                            |
| ------------------------------- | ------------------------------- | ------------------------------- | ------------------------------- | ------------------------------- | ------------------------------- | ------------------------------- | ------------------------------- | ------------------------------- | ------------------------------- | ------------------------------- |
| 383                             | 375                             | 413                             | 414                             | 423                             | 424                             | 452                             | 460                             | 486                             | 493                             | 509                             |
| Sources:                        |                                 |                                 |                                 |                                 |                                 |                                 |                                 |                                 |                                 |                                 |